# Llenguatge D
El Llenguatge D, en ciències de la computació, és un llenguatge d'alt nivell de programació orientat a objectes, multiparadigma, imperatiu i concurrent.
D va ser creat per Walter Bright de Digital Mars i publicat el 2001. Juntament amb Andrei Alexandrescu a partir del 2007. Fou creat a partir de C, C++, Java i Eiffel, sense ser compatible amb ells usa les seves millors prestacions, desenvolupat amb base pràctica en lloc de teòrica.
Els objectius de disseny de D volen combinar el rendiment i la seguretat dels llenguatges compilats amb la força expressiva dels llenguatges dinàmics moderns. Normalment és un codi tan ràpid com l'equivalent en C++ i estalvia memòria. La inferència de tipus, gestió de memòria automàtica i la facilitat sintàctica permeten un desenvolupament més ràpid, mentre que la comprovació de límits, disseny de característiques i un sistema d'ajuda tipus de concurrència al tant a eduir l'ocurrència d'errors.